# فرخزاد كسرى الخامس
فرخزاد كسرى الخامس هو ابن كسرى الثاني. حكم الإمبراطورية الساسانية لفترة وجيزة من 631 مارس إلى 631 أبريل. 
في عام 628 ، عُزل والده من قبل النبلاء الساسانيين لصالح أخيه قباد الثاني الذي أعدم جميع إخوانه وإخوانه غير الأشقاء. تمكن فاروخ من الفرار والتجأ إلى قلعة بالقرب من نصيبين .  في عام 631 أُحضر إلى طسيفون من قبل أحد النبلاء الساسانيين حيث توج ملكًا على الإمبراطورية الساسانية. بعد شهر واحد ، واجه تمردا حيث أطيح به وقتل.